# Кодлюк Ярослава Петрівна
Яросла́ва Петрі́вна Кодлю́к (нар. 22 листопада 1958 року, Велика Плавуча) — педагог, доктор педагогічних наук (2005), професор (2006).

## Біографічні дані
Народилася 22 листопада 1958 року в с.Велика Плавуча.
У 1982 закінчила Тернопільский педагогічний інститут, де й працює з 1986 року: з 2006 по 2009 — професор кафедри педагогіки і методики початкового навчання, з 2009 — педагогічної майстерності та освітніх технологій, водночас з 2007 по 2009 — декан факультету підготовки вчителів початкових класів, з 2007 року — організатор і завідувач лабораторії шкільного підручника. З 1982 по 1986 працювала вчителем.
З 2013 по 2014 рік — професор кафедри педагогіки і методики початкової освіти; з 2014 по 2015 — професор кафедри педагогіки та менеджменту освіти; з 2015 року — професор кафедри педагогіки і методики початкової та дошкільної освіти.

## Наукова робота
Проводить наукові дослідження дидактики початкової школи, теорію і практику створення шкільного підручника, підготовки студентів до організації роботи з підручником у початковій школі, педагогіки вищої школи.
З 2015 по 2022 — консультувала працівників ІМЗО з питань експертизи шкільного підручника; готувала матеріали для навчання експертів навчальної літератури для закладів загальної середньої освіти. У 2017, 2020, 2023 році — голова журі обласного етапу Всеукраїнського конкурсу «Учитель року» в номінації «Початкова освіта». З 2022 року — член редакційної колегії наукових видань, включених до переліку фахових видань України: «Проблеми сучасного підручника», «Український педагогічний журнал», «Наукові записки Тернопільського національного педагогічного університету імені Володимира Гнатюка».

### Основні праці
За ЕСУ:
- Аналіз і оцінювання шкільних підручників: дидактичний аспект // Підручник 21 ст. 2003. — № 1–4;
- Цікаве мовознавство для молодших школярів: посібник. — К., 2006 (співавтор);
- Теорія і практика підручникотворення в початковій освіті: підручник. — К., 2006;
- Батьківські збори у початкових класах: зміст та методика проведення: навч.-метод. посібник. — Т., 2008 (співавтор);
- Робота з підручником на уроках у початковій школі: посібник. — К., 2009 (співавтор)[2].

## Нагороди
- Почесна грамота Академії педагогічних наук України (2006);
- Почесна грамота Міністерства освіти і науки України;
- Почесна грамота Інституту педагогіки НАПН України (2013);
- Грамота Національної академії педагогічних наук України (2015);
- Грамота управління освіти і науки Тернопільської обласної державної адміністрації (2016);
- Медаль «Академік М. Д. Ярмаченко» Інституту педагогіки НАПНУ (2016);
- Подяка управління освіти і науки Тернопільської облдержадміністрації (2017);
- Подяка міського голови Сергія Надала (2020);
- Нагрудний знак «Відмінник освіти України» (2023)[3].